# Classification de Köppen
| - Af - Am - Aw et As |  | - BWh - BWk - BSh - BSk |  | - Csa - Csb - Csc - Dsa - Dsb - Dsc - Dsd |  | - Cwa - Cwb - Cwc - Dwa - Dwb - Dwc - Dwd |  | - Cfa - Cfb - Cfc - Dfa - Dfb - Dfc - Dfd |  | - ET - EF |

La carte des climats de Köppen-Geiger présentée par le US National Library of Medicine du National Institutes of Health

La classification de Köppen est une classification des climats fondée sur les précipitations et les températures. C'est le botaniste Wladimir Peter Köppen qui l'a inventée en 1900 en combinant la carte mondiale de la végétation publiée en 1866 par Hermann Griesbach et la division du climat en cinq zones par de Candolle.
C'est la plus courante des classifications climatiques dans sa version présentée par Rudolf Geiger (de) en 1961. Un très grand nombre d'études climatiques et de publications ont adopté une des versions de ce système. La carte de Köppen-Geiger reste aujourd'hui une référence, grâce à ses mises à jour fréquentes, tant dans les domaines de l'hydrologie, de la géographie, de l'agriculture, de la biologie, la climatologie à travers ses recherches sur l'évolution des climats.
De ce système sont issues d'autres classifications plus conformes aux différences de biomes rencontrées comme la classification de Trewartha (en)
qui introduit des variables empiriques. Ces classifications sont cependant moins utilisées.
Un climat, selon cette classification, est repéré par un code de deux ou trois lettres (les critères indiqués dans les tableaux suivants sont ceux utilisés dans la carte, ils reprennent les critères utilisés par Köppen dans sa dernière publication en 1936).

## 1relettre: type de climat
Dans les grandes lignes, les climats mondiaux s'étalent de A à E, en allant de l'équateur aux pôles.
| Code | Type               | Description |
| A    | Climat tropical    | - Température moyenne de chaque mois de l'année > 18 °C - Pas de saison hivernale - Fortes précipitations annuelles (supérieure à l'évaporation annuelle) |
| B    | Climat sec         | - Évaporation annuelle supérieure aux précipitations annuelles. Ce seuil est calculé de la manière suivante : - Si moins de 30 % des précipitations tombent en été (avril à septembre dans l'hémisphère nord) : Précipitations annuelles moyennes (mm) < 20 × température annuelle moyenne (°C) - Si plus de 70 % des précipitations tombent en été : Précipitations annuelles moyennes (mm) < 20 × température annuelle moyenne + 280 - Autrement : Précipitations annuelles moyennes (mm) < 20 × température annuelle moyenne + 140 |
| C    | Climat tempéré     | - Température moyenne du mois le plus froid comprise entre −3 °C et 18 °C - Température moyenne du mois le plus chaud > 10 °C - Les saisons été et hiver sont bien définies |
| D    | Climat continental | - Température moyenne du mois le plus froid < −3 °C - Température moyenne du mois le plus chaud > 10 °C - Les saisons été et hiver sont bien définies |
| E    | Climat polaire     | - Température moyenne du mois le plus chaud < 10 °C - La saison d'été est très peu marquée |

## 2elettre: régime pluviométrique
| Code | Description | S'applique à |
| S    | - Climat de steppe - Précipitations annuelles comprises entre 50 et 100 % du seuil calculé | B            |
| W    | - Climat désertique - Précipitations annuelles < 50 % du seuil | B            |
| w    | - Saison sèche en hiver - Pour A : climat de la savane, P du mois hivernal le plus sec < 60 mm et < [100 – (précipitations annuelles moyennes)/25] - pour C et D : P du mois hivernal le plus sec < 1/10 du mois le plus humide                 | A-C-D        |
| s    | - Saison sèche en été - Pour A : climat de la savane, P du mois estival le plus sec < 60 mm et < [100 – (précipitations annuelles moyennes)/25] - Pour C et D : P du mois estival le plus sec < 40 mm, et < 1/3 du mois hivernal le plus humide | A-C-D        |
| f    | - Climat humide, précipitations tous les mois de l'année - Pour A : climat de la forêt tropicale, P du mois le plus sec > 60 mm - Pour C et D : pas de saison sèche, ni « w » ni « s »                                                          | A-C-D        |
| m    | - Climat de mousson : - P du mois le plus sec < 60 mm et > [100 – (précipitations annuelles moyennes)/25] | A            |
| T    | - Température moyenne du mois le plus chaud comprise entre 0 °C et 10 °C | E            |
| F    | - Température moyenne du mois le plus chaud < 0 °C | E            |
| M    | - Précipitations abondantes - Hiver doux (Température moyenne du mois le plus froid > −10 °C) | E            |

On obtient donc les catégories suivantes :
- Af : climat équatorial ;
- Aw : climat de savane avec hiver sec ;
- As : climat de savane avec été sec (catégorie parfois utilisée en analogie avec Aw dans les rares cas où la saison sèche se produit dans les mois où le soleil est au plus haut) ;
- Am : climat de mousson ;
- BS : climat de steppe (semi-aride) ;
- BW : climat désertique ;
- Cf : climat tempéré chaud sans saison sèche ;
- Cw : climat tempéré chaud avec hiver sec (chinois) ;
- Cs : climat tempéré chaud avec été sec (méditerranéen) ;
- Df : climat continental froid sans saison sèche ;
- Dw : climat continental froid avec hiver sec ;
- Ds : climat continental froid avec été sec (continental méditerranéen) ;
- ET : climat de toundra ;
- EF : climat d'inlandsis ;
- EM : climat subpolaire océanique.

## 3elettre: variations de température
Pour affiner les types B, C et D, une troisième lettre précise l'amplitude du cycle annuel des températures :
| Code                   | Description | S'applique à |
| a : été chaud          | - Température moyenne du mois le plus chaud > 22 °C | C-D          |
| b : été tempéré        | - Température moyenne du mois le plus chaud < 22 °C - Températures moyennes des 4 mois les plus chauds > 10 °C                                                           | C-D          |
| c : été court et frais | - Température moyenne du mois le plus chaud < 22 °C - Températures moyennes mensuelles > 10 °C pour moins de 4 mois - Température moyenne du mois le plus froid > −38 °C | C-D          |
| d : hiver très froid   | - Température moyenne du mois le plus froid < −38 °C | D            |
| h : sec et chaud       | - Température moyenne annuelle > 18 °C | B            |
| k : sec et froid       | - Température moyenne annuelle < 18 °C | B            |

## Classification des climats
| Classe | Types de climats |
| A      | - Équatorial : Af - Mousson : Am - Savane : Aw, As                                                                            |
| B      | - Désertique : BWh, BWk, BWn - Semi-aride : BSh, BSk, BSn                                                                     |
| C      | - Subtropical humide : Cfa, Cwa - Océanique : Cfb, Cwb, Cfc, Cwc - Méditerranéen : Csa, Csb, Csc                              |
| D      | - Continental humide : Dfa, Dwa, Dfb, Dwb - Subarctique : Dfc, Dwc, Dfd, Dwd - Continental méditerranéen : Dsa, Dsb, Dsc, Dsd |
| E      | - Toundra : ET - Inlandsis ou calotte glaciaire : EF                                                                          |

## Exemples
- Le Sahara, ou le désert d'Arabie, sont de type BWh
- Le Sahel est de type BSh
- La ville de New York est de type Cfa ou Dfa[6]
- La zone équatoriale est de type Af
- La majeure partie de la France et de la Belgique sont de type Cfb
- L'Amazonie est de type Aw, Af et Am
- L'Archipel des Kerguelen (Terres australes et antarctiques françaises) est de type ET
- Le centre du Groenland est de type EF
- La Sibérie est de type Dfc